# H W J N
H W J N prononcé hawjan en arabe, est un livre de science-fiction écrit par Yasser Bahjatt et Ibraheem Abbas. Il raconte une histoire d'amour entre la jeune Sawsan et un djinn qui occupe la maison dans laquelle elle vient d'emménager avec ses parents. Devenu un best seller en Arabie saoudite, le Comité pour la Promotion de la Vertu et la Répression du Vice a décidé d'interdire le roman: il ferait l'apologie de la sorcellerie et de l'adoration du diable auprès des jeunes, et notamment des adolescentes. Bien qu'il n'y ait pas eu d'annonce officielles, plusieurs librairies ont vu les ouvrages saisis.